# Erika Raum
Erika Raum (* 13. Mai 1972 in Halifax/Nova Scotia) ist eine kanadische Geigerin, Musikpädagogin und Komponistin.

## Leben und Wirken
Die Tochter der Komponistin Elizabeth Raum und des Posaunisten Richard Raum begann zweijährig Klavier zu spielen und erhielt im Alter von drei Jahren Violinunterricht. Ihre ersten Violinlehrer waren Elman Lowe und Howard Leyton-Brown, ihre Mutter unterrichtete sie in den Fächern Musiktheorie, Komposition und Oboe. Zehnjährig trat sie mit dem Kammerorchester der University of Regina auf, ihr professionelles Debüt hatte sie zwei Jahre später mit dem Regina Symphony Orchestra. 1984 wurde sie in das Förderprogramm für begabte Jugendliche des Banff Centre aufgenommen. In den Sommern 1985, 1988 und 1989 nahm sie an den Wiener Sommerkursen Waleri Klimows teil. Ab 1989 studierte sie an der University of Toronto bei Lorand Fenyves. Die Universität zeichnete sie mit einem Eaton Scholarship aus.
1992 gewann Raum den Ersten Preis und den Preis für die beste Interpretation eines Mozart-Werkes bei der Joseph Szigeti International Violin and Viola Competition. Nach diesem Erfolg trat sie mit namhaften Orchestern in Europa (u. a. mit den Wiener Philharmonikern und der Ungarischen Nationalphilharmonie) auf und nahm an Festivals in Europa und den USA teil. Rezitals gab sie u. a. mit den Pianisten Anton Kuerti, Lydia Wong, Andrew Burashko, Walter Delahunt, Francine Kay, David Moroz, Peter Longworth, Jon Kimura Parker und Jamie Parker. Ihr besonderes Interesse gilt osteuropäischen Komponisten des 20. Jahrhunderts wie Leoš Janáček, Georges Enesco, Antonín Dvořák, Krzysztof Penderecki, Witold Lutosławski und Béla Bartók. So spielte sie u. a. mit Lydia Wong die amerikanische Erstaufführung von Lutosławskis Zweiter Violinsonate. In einer multimedialen Aufführung von Bartóks Sonate für Solovioline begleitete sie in der Choreographie von Brian Macdonald die Tänzerin Evelyn Hart. Sie ist Mitglied des ARC Ensemble, einer Kammermusikgruppe, die sich der Aufführung der Werke von Komponisten des 20. Jahrhunderts widmet.
Ab 1997 unterrichtete Raum in den Sommerprogrammen des Banff Centre, ab 1998 am Royal Conservatory in Toronto. Im Folgejahr übernahm sie eine Lehrtätigkeit an der University of Toronto. Zu ihren Schülern zählen Amanda Goodburn und Csaba Koczo. Seit ihrer Kindheit komponierte Raum vorwiegend Werke für die Violine. 1993 entstand ihr Violinkonzert Faces of Woman. Für ihre Musik zu Tobi Lampards Film Remember In-between the Forget (1996) gewann sie beim Saskatchewan Film and Video Showcase den Preis für die beste Filmmusik.